# 헛물관

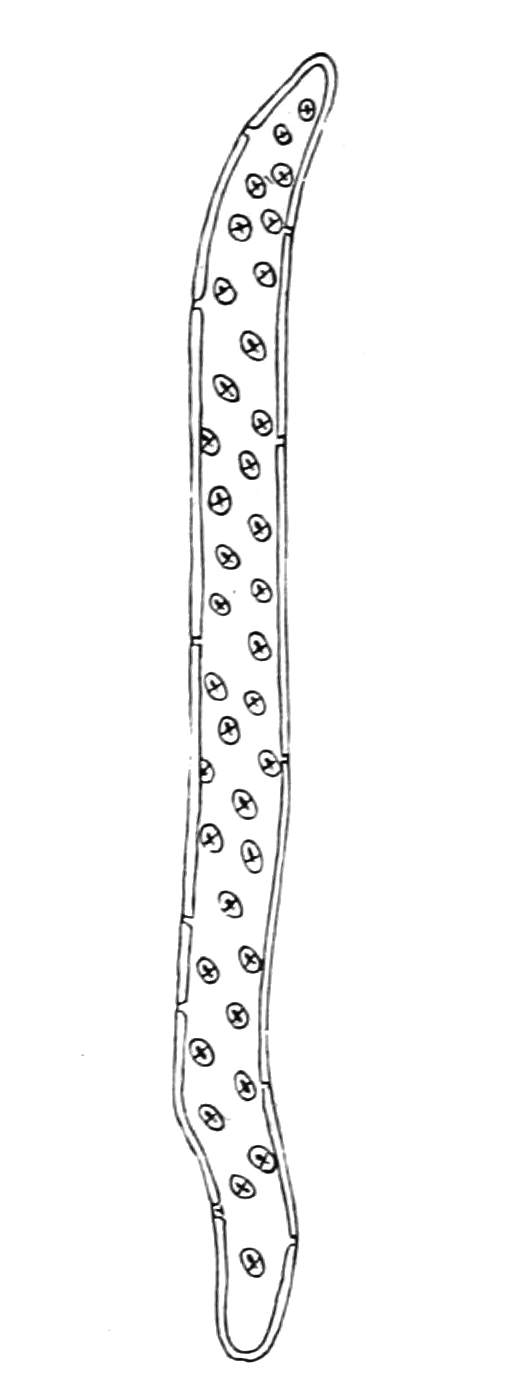
참나무의 헛물관 세포벽에 있는 벽공. 천공판이 존재하지 않는다.

헛물관(영어: tracheid)은 관다발 식물의 물관부에 있는 길고 가는 목질화된 세포이다. 이는 가도관요소라고 불리는 물질 운반 세포의 일종이다. 속씨 식물은 도관요소라고 하는 또 다른 유형의 물질 운반 세포를 사용하여 물관부를 통해 물을 운반한다. 헛물관 세포의 주요 기능은 물과 무기염류를 운반하고 식물을 지탱하는 역할이다. 세포벽에는 벽공이 존재하여 세포 사이에서 물이 흐르도록 한다. 헛물관은 기능적으로 죽어 있는 세포이며 원형질이 없다. 소나무와 다른 침엽수와 같은 겉씨식물의 목재는 주로 헛물관으로 구성되어 있다. 또한 양치류의 원시 물관부에 있는 주요 물질 운반 세포이다.
1863년 독일의 식물학자 칼 구스타프 사니오가 독일어의 Tracheide에서 처음 이름을 따왔다.

## 진화
헛물관은 초기 관다발 식물에서 발견되는 주요 물질 운반 세포이다.
식물 진화의 첫 1억 4,000만~1억 5,000만 년 동안, 헛물관은 식물 목질 조직 화석에서 발견된 유일한 물질 운반 세포였다. 현존하는 양치류에서 볼 수 있듯이 조상의 헛물관은 식물의 기계적인 지탱에 크게 기여하지 않았다.
화석 기록에 따르면 초기 식물에서 발견된 헛물관 세포는 S형, G형, P형으로 분류된다. S형과 G형은 목질화되어 있었고 세포 사이의 물 이동을 용이하게 하는 작은 구멍을 가지고 있었다. P형 헛물관은 현존하는 식물과 유사한 벽공을 가지고 있었다. 후에는 유연공과 같은 더 정교한 벽공이 나타나 식물이 세포 간 물을 운반하는 동시에 공동현상 및 도관막힘의 위험을 줄일 수 있게 되었다.
기관이 2기물관부 조직과 함께 진화하면서 기관 간 벽공이 생겼다. 기관의 길이와 직경도 증가하여 데본기 말기에는 기관 직경이 평균 80㎛로 증가했다.
그 후 헛물관은 속씨 식물 목재를 구성하는 도관요소와 세포 골격 섬유로 진화했다.

## 같이 읽기
- Wilson, K.; White, D. J. B. (1986). 《The Anatomy of Wood: Its Diversity and Variability》. London: Stobart & Son Ltd. ISBN 0-85442-033-9.